# Euophrys sutrix
Euophrys sutrix är en spindelart som först beskrevs av Holmberg 1874 [1875.  Euophrys sutrix ingår i släktet Euophrys och familjen hoppspindlar. Inga underarter finns listade i Catalogue of Life.